# Бошко Перошевић
Бошко Перошевић (Oџаци, 17. септембар 1956 — Нови Сад, 13. мај 2000) био је српски политичар и председник Извршног већа Аутономне покрајине Војводине од 1993. до 2000. године.

## Биографија
Бошко Перошевић је рођен 1956. године у Оџацима. Основну и средњу школу је похађао у родном селу Раткову и Оџацима, затим Вишу машинску и Економски факултет у Суботици, да би магистрирао на Технолошком факултету у Новом Саду. На студијском усавршавању, боравио је у Совјетском Савезу, а поред српског је говорио руски и енглески језик.
У специјализованим часописима је објавио већи број стручних радова, док је као конструктор алата и уређаја патентирао неколико иновација. Објавио је студију Калупи за инјекционо пресовање пластомера, а заједно са тројицом коаутора и књигу Променама до успешног предузећа.
Једно време је радио као инжењер у оџачкој индустрији Иво Лола Рибар, да би 1992. године био постављен за председника Скупштине Општине Оџаци. На овој функцији је провео само годину дана и 1993. године постаје председник војвођанске владе, са најдужим стажом у палати бановине после Бојана Пајтића.
Од самог оснивања је био члан Социјалистичке партије Србије и Покрајинског одбора војвођанских социјалиста, а од 1990. до 1995. и њихов председник.
Убијен је 13. маја 2000. године, приликом обиласка Новосадског сајма, а убиство је починио портир Новосадског сајма, Миливоје Гутовић из Раткова, родног места Перошевића.

## Галерија
- Бошко Перошевић са председником општине Сента Атилом Јухасом, 1997. године
- Гроб Бошка Перошевића и његове супруге на Градском гробљу у Новом Саду